# Steropleurus inenormis
Steropleurus inenormis är en insektsart som först beskrevs av François du Buysson 1903.  Steropleurus inenormis ingår i släktet Steropleurus och familjen vårtbitare. Inga underarter finns listade i Catalogue of Life.